# Acordo Luso-Chinês de 1554
O acordo Luso-Chinês de 1554 foi o primeiro acordo entre os portugueses e as autoridades de Cantão, que permitiu a legalização das suas actividades comerciais na China mediante o pagamento de uma taxa, abrindo caminho para o estabelecimento de Macau como entreposto português três anos depois. Este acordo negociado por Leonel de Sousa, capitão-mor da viagem do Japão, abriu uma nova era nas relações sino-portuguesas uma vez que, desde 1522 os portugueses estavam oficialmente impedidos de comerciar: várias embaixadas tinham falhado e o comércio era realizado como contrabando e combatido pelas autoridades, que os consideravam "folanji" combatendo-os como piratas. 

## Negociação do acordo
Desde a chegada ao Japão em 1542, os portugueses tinham iniciado um intenso comércio entre Goa e Malaca com o Japão. Para esta longa viagem convinha um escala no caminho, que era feita nas costas do sul da China onde se haviam estabelecido na ilha de Sanchoão. Desde confrontos em 1521 e 1522 com o irmão de Fernão Pires de Andrade tinham sido barrados de comerciar abertamente e, em 1550 as autoridades de Pequim tinham reforçado o haijin, fechando os portos ao comércio externo.[carece de fontes?]
Leonel de Sousa capitão-mor da viagem do Japão, chegou à costa de Guangdong em 1552, onde soube que todos os estrangeiros conseguiam comerciar mediante o pagamento de taxas, excepto os "Folanji", como eram chamados os europeus pejorativamente e em particular os portugueses, então tomados por piratas  Solicitou então que se cumprissem as premissas de paz e o pagamento de impostos, comprometendo-se a mudar este "nome". [carece de fontes?]
Em 1554 Leonel de Sousa, junto com o capitão-mor de Chaúl, fizeram um acordo com oficiais de Cantão para legalizar o comércio português, na condição de pagarem direitos alfandegários especialmente estipulados. O único testemunho escrito deste acordo é uma carta de Leonel de Sousa de 1556 ao infante D.Luís, onde afirma que os portugueses se comprometiam pagar as taxas devidas e a não erguer fortificações. A carta, um dos mais importantes documentos da história das relações Sino-portuguesas, descreve as prolongadas negociações com o superintendente da marinha de Cantão,, o Haitao Wang Po, identificado nas fontes chinesas como tendo aceite um suborno dos portugueses para secar a sua carga deixando-os pagar impostos em Cantão. Ambos os lados se mostraram disponíveis para encontrar uma solução para o impasse, uma vez que o porto de Cantão também enfrentava um empobrecimento desde que fora fechado ao comércio externo. . Leonel de Sousa tentou negociar o pagamento de apenas 10% das taxas, ao que Wan Po contrapôs os obrigatórios 20% mas incidindo apenas sobre metade da carga, o que Leonel de Sousa levou em frente com ajuda do rico mercador Simão d'Almeida, e à margem do governo de Pequim.  A este tratado seguir-se-ia o reconhecimento de Macau como entreposto oficial português em 1557.[carece de fontes?]